# Gardone Val Trompia
Gardone Val Trompia (Gardù de Altrompia in dialetto bresciano) è un comune italiano di 11 451 abitanti della provincia di Brescia, nella media Val Trompia, in Lombardia.
Nel 1927 al comune di Gardone Val Trompia vennero aggregati i comuni di Inzino e Magno, attualmente frazioni.

## Geografia fisica

### Territorio

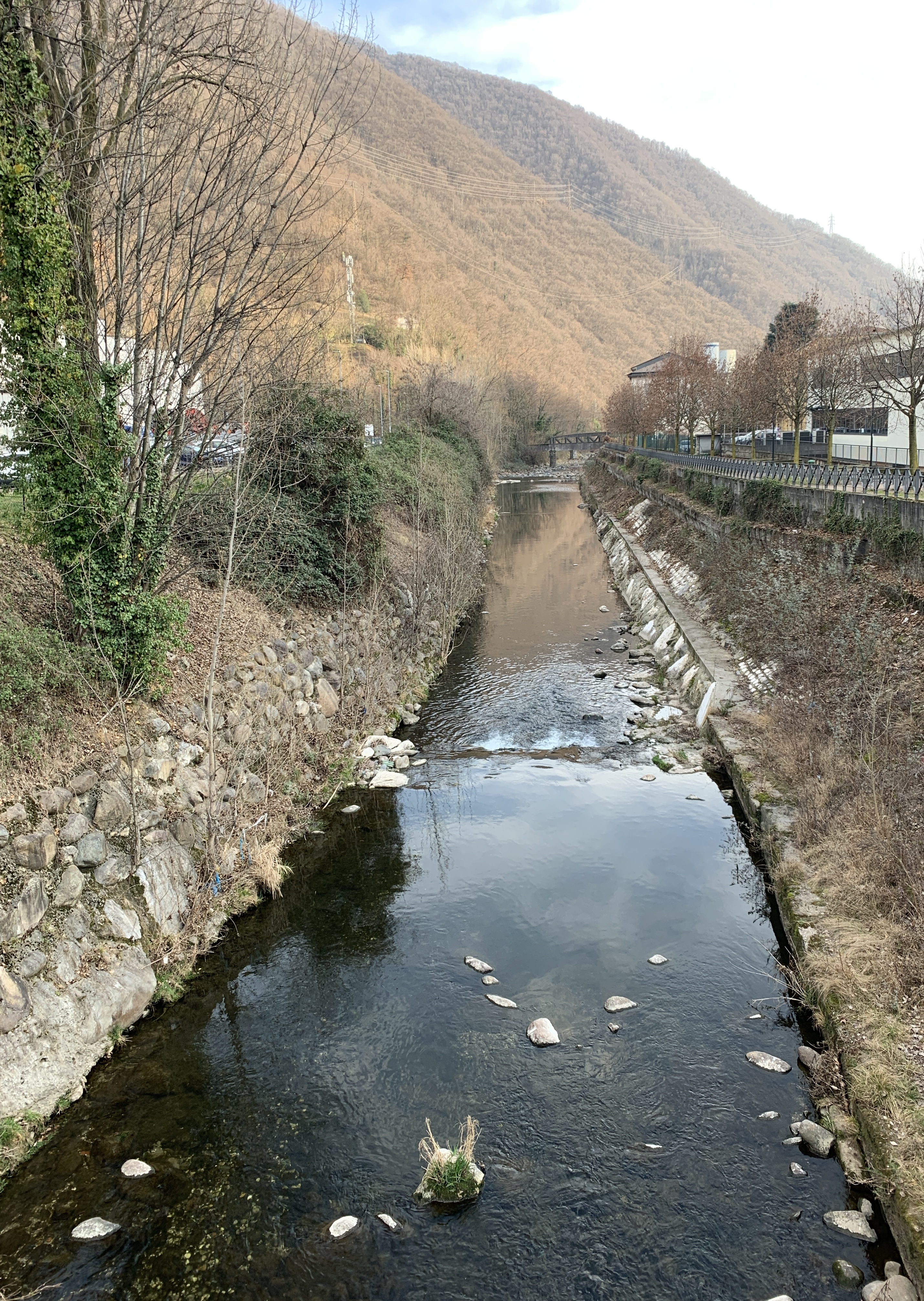
Fiume Mella a Gardone

Il comune di Gardone Val Trompia confina a Nord con il comune di Marcheno, a Sud con i comuni di Sarezzo e Polaveno e a Ovest con i comuni di Marone e Sale Marasino. Il territorio ha una superficie di 26 km².
Esso è costituito da un andamento da Nord a Sud costituente il fondo valle, al centro del quale scorre il fiume Mella che bagna Gardone Val Trompia e la frazione di Inzino. A Est e Ovest l'andamento del territorio è montuoso con quote che raggiungono e superano i 1000 metri di altitudine. Infatti il territorio del Comune di Gardone Val Trompia è caratterizzato, per la maggiore sua estensione, dalla media montagna che culmina con i 1391 metri di altitudine della Punta Almana e che si estende con le valli tributarie sino ai versanti sud del Monte Guglielmo.
Le due valli secondarie, la valle di Gardone e la Valle di Inzino o Rendena sono percorse rispettivamente dai torrenti Tronto e Re.
Altitudine di Gardone e frazioni
- Gardone Val Trompia 332 m s.l.m.
- Inzino 340 m s.l.m.
- Magno 615 m s.l.m.

### Clima
Il clima di Gardone Val Trompia rispecchia quello del nord Italia, in particolar modo quello bresciano, caratterizzato da inverni freddi con abbondanti nevicate nelle montagne limitrofe, e da estati abbastanza calde.

## Storia

### Il Cinquecento
Nel 1528 la popolazione gardonese, liberata da una funesta pestilenza per intercessione di san Pantaleone, medico e martire di Nicomedia, fa voto di celebrare ogni anno in forma solenne la sua festa.
L'incremento della popolazione del Comune di Gardone Valtrompia costituisce una delle ragioni che inducono i gardonesi a chiedere con insistenza la separazione dalla pieve matrice di S. Giorgio di Inzino. Il 25 gennaio del 1543 Antonio, cardinale di Santa Sabina, a nome del papa Paolo III Farnese, accoglie le istanze dei gardonesi e concede la separazione dalla pieve di Inzino.
Verso la metà del '500 gli influssi della Riforma luterana si fanno sentire a Gardone, trovando terreno fertile tra quella gente ritenuta dura, ma non priva di cultura. Gli eretici gardonesi manifestano tendenze protestantistiche, ma non riescono a maturare ardite speculazioni dottrinali, tuttavia raccolgono una certa simpatia e seguito. Nella relazione del settembre 1553 al Senato veneto il podestà Catarin Zen si lamenta scrivendo che tutti portano archibusi, et quelli de Gardon fra gli altri non si contentano di uno, ma fino le femine ne portano doi uno in mano l'altro alla centura da roda, sonno mala generation, presuntuosi, lutherani. Il 14 settembre 1554 il nunzio scrive a Roma che la Signoria di Venezia vuole che si mandi a Gardone un buon e catholico predicatore per ricuperare quell'anime delle quali molte sono contaminate.

### Il Seicento
Nasce a Gardone la vicenda criminale del famoso bandito Girolamo Bergomi detto "Feraglio", capo della banda "Feraij", che dal 1610 al 1628 terrorizzò la Val Trompia con assassini, estorsioni e rapine. Dopo un periodo di tranquillità, probabilmente dovuto alla morte di Girolamo Bergomi, nel 1636 la banda Feraij torna in attività capeggiata dal figlio di Girolamo, Alfonso Bergomi, che supererà in crimini e spietatezza le gesta del padre, fino al 1648, quando a seguito di un accordo con le autorità veneziane la banda otterrà l'indulgenza plenaria in cambio del servizio militare in Istria e Dalmazia.
La peste del 1630 si porterà via un terzo degli abitanti di Gardone, 500 tra uomini, donne e bambini.
Nel 1649 si aprirà una faida tra le famiglie Cominassi e Calliani, che dividerà Gardone di sopra e di sotto. L'epilogo due anni più tardi, quando Lazzarino Cominassi e Pietro Calliani finiranno sul patibolo. L'esecuzione non risolverà però la situazione e nel giugno del 1679 a Gardone viene proibito di far festini pubblici e l'andare a caccia e tener cani a questo oggetto, ovvero attività che comportassero assembramenti di persone ed uso di armi da fuoco, mentre vi sono truppe di ladri che inondano il territorio. 
A partire dagli anni '70, si scontrarono a Gardone le due fazioni dei Rampinelli e dei Chinelli.

### Il Settecento
Nel 1794 Pietro De Lama in visita presso la Valtrompia descrive Gardone come domicilio di Ciclopi. Il perché è subito chiaro nell'oggetto della successiva descrizione delle fucine, in cui unico si è il lavoro dei fabbri. Sono tutte situate sulla Mella, le acque di cui danno moto alle macchine necessarie alla fabbricazione e seco rotolano dai monti le pietre che stritolate servono di opportuno fondente al ferro. Ecco l'ordine da me tenuto nel visitarle. Rimane ammirato da questo borgo popolato d'armaruoli occupati ad incassare fucili e di donne che ripuliscono colle grosse lime triangolari indicatevi, levigano collo smeriglio e bruniscono con la spontilla le canne.
Nel 1797 le truppe napoleoniche arrivano a Brescia e vi instaurano la Repubblica bresciana, a discapito del governo veneto. La Valtrompia insorge ed a guidare gli insorti valtrumplini in battaglia è don Antonio Ussoli, curato di Gardone, con il crocifisso in una mano e una grossa pistola nell'altra come a crociata predicava guerra santa contro i rivoluzionari. I valligiani sono tutt'altro che un'armata brancaleone e, anzi, alle porte di Carcina hanno anche piazzato quattro cannoni presi da casa Bailo, azionati da Piero e Francesco Guerini, due fratelli gardonesi. Nonostante ciò le forze valtrumpline vengono sconfitte ed il 10 aprile Gardone sventola bandiera bianca ed assiste all'ingresso delle truppe francesi. Il 27 aprile Gardone è investita dall'armata fedele a S.Marco che respinge i franco-bresciani fino a Sarezzo. I francesi contrattaccano distruggendo Brozzo. La Valtrompia si arrende.

### L'Ottocento
Viene istituito il "Dipartimento del Mella", costituito da due distretti. Il primo distretto è quello di Bovegno, che raduna i paesi dell'alta valle, il secondo è quello di Gardone, che raggruppa le comunità della media e bassa valle. Per Gardone questa promozione è un premio per la fedeltà a Napoleone nei giorni della rivolta del 1797.
Durante la prima guerra d'indipendenza, nel 1848 a Gardone si raccolgono armi per i soldati pontifici che attraversano la valle per andare a Bagolino. Don Francesco Beretta di Gardone con il chimico e tecnico dei fucili Antonio Franzini fornisce armamento ad un centinaio di volontari. Il 16 agosto gli Austriaci entrano in Brescia: i gardonesi Matteo Cabona, Angelo Franzini, Rocco Bertarini, Angelo Gatti e Giuseppe Fappani sono fucilati in castello, mentre Bortolo Cominassi e Giuseppe Cortesi riescono a salvarsi in seguito ad una fuga provvidenziale dalla stessa fortezza.
Il 14 agosto 1850 si verificò quella che potrebbe essere la più grave inondazione della storia triumplina, causando centinaia di morti e distruggendo case e fucine in tutta la valle.
Nel 1882 viene ultimato a Gardone il tram per Brescia e nel 1890 viene messa la luce elettrica.
Nel 1890 viene aperto il primo asilo di Gardone.

### Il Novecento

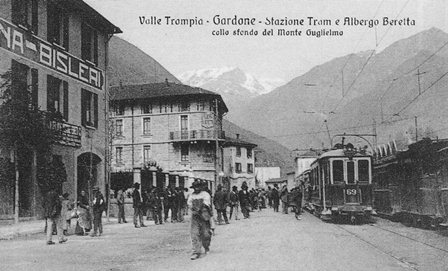
Gardone nel 1910

Nel 1903 viene installato a Gardone il telegrafo senza fili (telefono).
Nel 1914 i socialisti conquistano la maggioranza nelle elezioni del comune di Gardone, con il loro leader Angelo Franzini, sindaco nel biennio 1914-1915, mandato al confino il 18 luglio 1915 a causa della posizione antimilitaristica assunta dal partito socialista allo scoppio della Grande Guerra.
Negli anni della frenesia produttiva novecentesca, l'intera comunità gardonese pare trasformarsi in una sola grande fabbrica; diventa un paese che si intesse di una lunga serie di opere sociali ed assistenziali in grado di accompagnare ogni stadio della vita nel nuovo panorama urbano; un comune che raddoppia i suoi abitanti nel primo mezzo XX secolo.
Nel 1930 viene inaugurato il nuovo stadio intitolato a Enrico Redaelli. Il campo sarà reso inagibile dalla piena del Mella del 1939.

### Simboli
Nel novembre 1928 la Presidenza del Consiglio dei Ministri scrisse che il Duce avrebbe proposto al Re la concessione del seguente stemma:
Verrà concesso con regio decreto del 6 dicembre dello stesso anno.
Si tratta, com'è evidente, di iconografia riferibile alla solida e antica tradizione armiera del centro triumplino.
Il gonfalone civico fu concesso con regio decreto del 10 settembre 1936 ed è costituito da un drappo di azzurro.
Il 17 settembre 2001 a Gardone Val Trompia è stato conferito il titolo di città, assegnato dal Presidente della Repubblica Carlo Azeglio Ciampi in virtù della sua importanza storica e civica. Dal 2002 infatti allo stemma di Gardone Val Trompia è stata aggiunta la corona muraria dorata con cinque torri che rappresenta il titolo di città.

### Onorificenze
Gardone Val Trompia è stata dichiarata Città con il decreto del 17 settembre 2001 dal presidente della Repubblica Carlo Azeglio Ciampi.

## Monumenti e luoghi d'interesse

### Architetture religiose
Gardone Val Trompia:

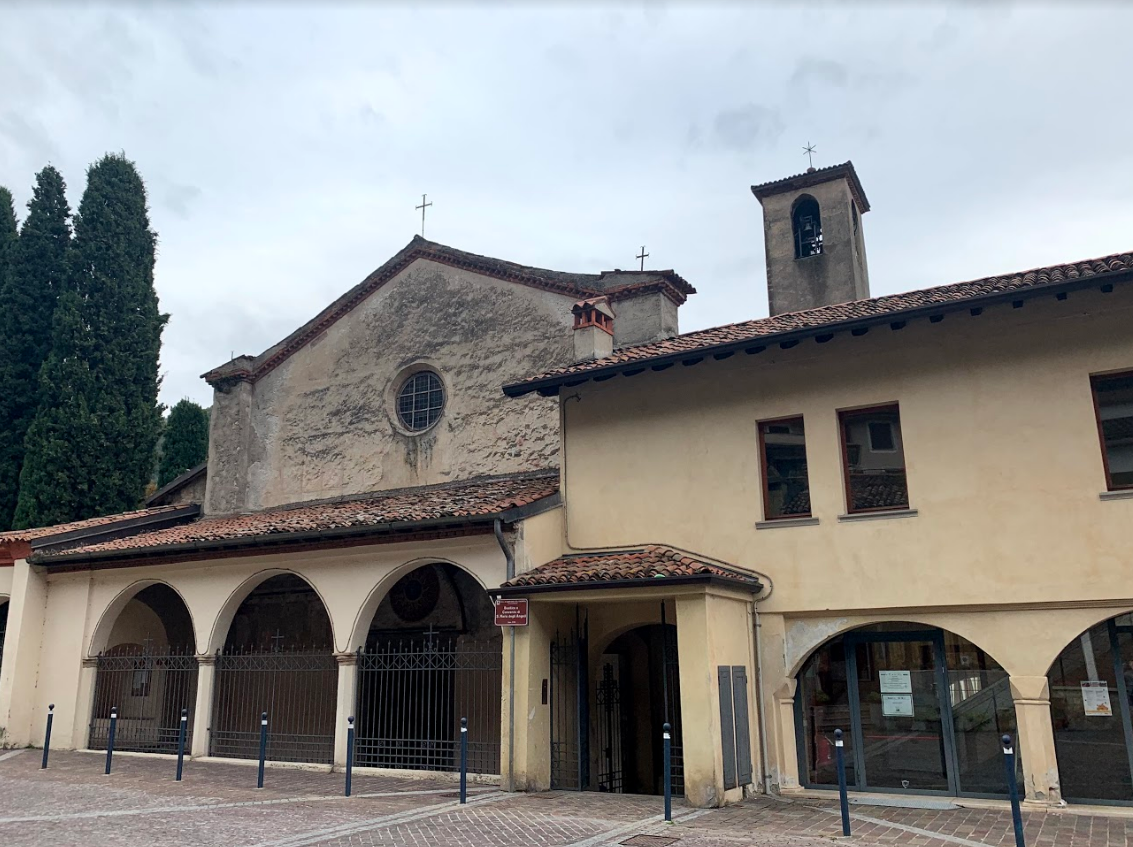
Basilica di Santa Maria degli Angeli

- Basilica di Santa Maria degli Angeli;
- Chiesa parrocchiale di San Marco Evangelista;
- Chiesa San Carlo Borromeo;
- Chiesa di San Rocco - Santuario della Madonna del popolo.

Inzino:
- Chiesa parrocchiale di San Giorgio;
- Santuario del S. nome di Maria "Madonna del castello".

Magno:
- Chiesa parrocchiale di San Martino;
- Chiesa Maria Madre della vita;
- Santuario di San Bartolomeo.

### Architetture civili
- Casa Gotica;
- Palazzo della Loggetta;

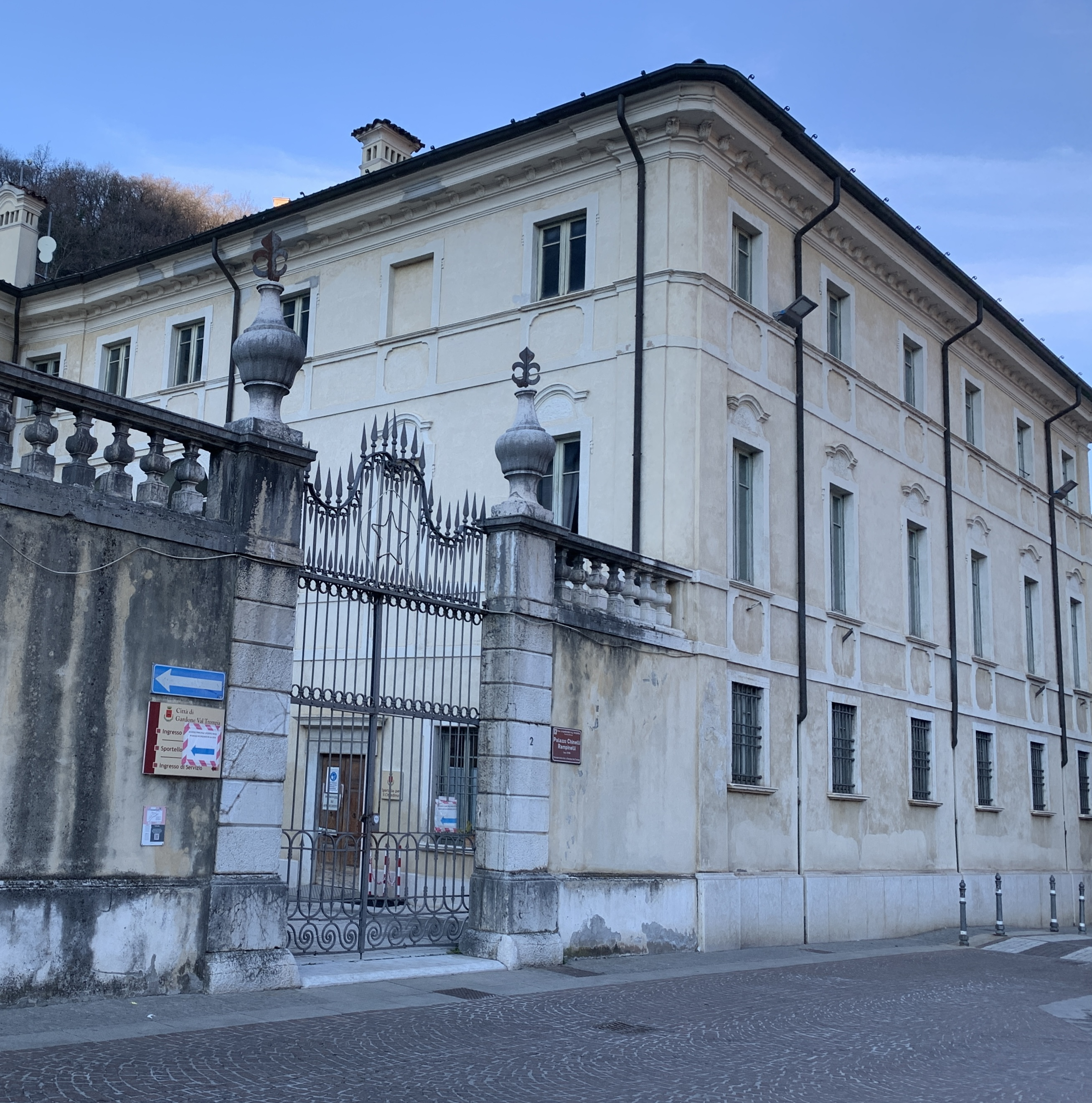
Palazzo Chinelli, sede del municipio di Gardone

- Palazzina (o castellino) di Anveno;
- Palazzo Chinelli (attuale sede del municipio);
- Ponte Medievale (o romanico);
- Villa Mutti Bernardelli (attuale sede della biblioteca comunale e del Museo delle Armi);
- Villa Beccalossi-Buizza;
- Villa Beretta (sede degli uffici della Fabbrica d'Armi Pietro Beretta).

### Altro
- Monumento a Giuseppe Zanardelli: la statua dello statista, fusa in bronzo è realizzata, a grandezza naturale, dallo scultore Salvatore Buemi e collocata su un alto basamento, in pietra di Rezzato e Collio, progettato dall'ing. Giovanni Carminati. Le colonne e le catene metalliche di delimitazione sono fuse e offerte dalla ditta Glisenti di Villa Carcina. Sul basamento è applicata una lapide che reca la seguente scritta: "A Giuseppe Zanardelli la Valle Trompia 1911".
- Medaglioni di Giuseppe Garibaldi: ci sono due medaglioni di Giuseppe Garibaldi. Il primo, realizzato in terracotta, è appeso sulla parete destra nella sala del Consiglio comunale, nel palazzo municipale. Il secondo medaglione, fuso in bronzo, è applicato ad una lapide visibile su un'abitazione privata che si affaccia sulla piazza Garibaldi. È stato realizzato nel 1911 utilizzando quanto era avanzato dalla cifra raccolta per erigere il monumento a Zanardelli.
- Monumento alla libertà e alla pace: la scultura si compone di tre formelle di bronzo accostate che svolgono il tema. Nella prima formella l'albero rinsecchito e la larva umana dietro la grata significano la condizione di servitù spirituale e di oppressione morale e fisica che umilia l'uomo quando è soffocata la libertà. La lotta partigiana efficacemente richiamata nella formella centrale, è mezzo per il qual si è riscattata la libertà. L'abbraccio fraterno degli uomini, presentano nella terza sezione di questa scultura l'universale anelito umano alla concordia e alla pace.
- Monumento al marinaio: è collocato nel piazzale centrale dei portici Beretta. La scultura, in bronzo, è opera di Francesco Medici da Ome ed è stata inaugurata il 12 giugno 1983. Un basamento in porfido reca incisi i nomi dei marinai gardonesi caduti nell'ultimo conflitto mondiale. Da questo sporgono parzialmente un'ancora e la bocca di un cannone, che, quale relitto che le onde rimandano verso la terraferma, rappresenta un severo ammonimento rivolto a ogni uomo perché rifiuti la guerra. Al centro del basamento innalza un'onda sulla quale poggia un gabbiano con un'ala drizzata verso il cielo.
- Monumenti e busti Beretta: al centro di un giardinetto che sorge a lato della via dedicata all'imprenditore gardonese, sorge il monumento a Pietro Beretta costituito da un busto bronzeo opera dell'affermato scultore bresciano Claudio Botta, collocato su un basamento marmoreo che reca la seguente dedica: "A Pietro Beretta la gente di Gardone - collaboratori e amici- XXIX-VI-MCMLIX". L'industriale è ancora effigiato da Angelo Righetti in un medaglione in bronzo posto nel 1960 nella sede del Banco nazionale di prova per le armi da fuoco portatili e per le munizioni commerciali che ospita un altro medaglione bronzeo con l'effigie di Carlo Beretta, figlio di Pietro, posta nel 1986.
- Altorilievo della maternità: si trova nell'atrio dell'Ospedale vecchio di zona. Il pannello si deve allo scultore Tommaso Lazzari di Grosseto che lo esegue nel 1972.

## Società

### Evoluzione demografica
Abitanti censiti

### Etnie e minoranze straniere
Secondo i dati ISTAT al 31 dicembre 2010 la popolazione straniera residente era di 1 864 persone. Le nazionalità maggiormente rappresentate in base alla loro percentuale sul totale della popolazione residente erano:
- Pakistan 390 3,27%
- Marocco 238 1,99%
- Burkina Faso 195 1,63%
- Senegal 165 1,38%
- Albania 158 1,32%
- Romania 127 1,06%

### Istituzioni, enti e associazioni
Il presidio ospedaliero di Gardone Val Trompia è accorpato con gli Spedali Civili di Brescia dal 1º gennaio 1998. Rappresenta una struttura sanitaria importante per gli abitanti della valle in quanto è l'unica struttura a erogare prestazioni sanitarie nel territorio valtrumplino.

## Infrastrutture e trasporti
La città di Gardone Val Trompia è attraversata dalla strada provinciale 345 delle Tre Valli che collega l'intera Val Trompia.
La stessa fu interessata, fra il 1882 e il 1954 dalla presenza del binario della tranvia della Val Trompia, la quale aveva a Gardone una delle principali stazioni, nonché due fermate in località Inzino a servizio della stessa e della locale fabbrica d'armi.
Gardone Val Trompia come gli altri comuni della valle è servita da trasporto interurbano gestito da SIA Autoservizi (Trasporti Brescia Nord). La frazione di Magno, invece, è collegata al capoluogo tramite un servizio di trasporti privato.

## Cultura

### Musei
- Raccolte dell'istituto tecnico G. Zanardelli: collezione di strumenti didattici e scientifici a tema tecnico e industriale.
- Centrale idroelettrica: costruita nei primi anni del Novecento è stata recentemente ristrutturata ed è visitabile su richiesta.
- Museo delle Armi e della tradizione armiera: visitabile presso la Villa Mutti Bernardelli, disponibile anche visita guidata e laboratorio per gruppi e scuole.
- Collezione privata delle armi Beretta: presso l'antica armeria Beretta risalente al 1880. Conserva esemplari della produzione Beretta nonché esemplari storici.
- Bottega delle incisioni Giovanelli a Magno dove è possibile osservare la decorazione delle armi con incisioni, vecchia ma ancora attuale tradizione della Val Trompia.
- Sistema integrato archivi e musei: sede presso il Convento Santa Maria degli Angeli.

### Istruzione

#### Scuole dell'Infanzia
- "Bassoli" a Gardone Val Trompia (zona sud)
- "San Giuseppe" a Gardone Val Trompia (zona centro)
- "Graziella Ajmone" ad Inzino
- "Gianburrasca" a Magno

#### Scuole primarie
- "G. Rodari" a Gardone Val Trompia (zona centro)
- "H.C. Andersen" a Gardone Val Trompia (zona sud)
- "Anna Frank" ad Inzino
- "Don Milani" a Magno

#### Scuole secondarie di primo grado
- "A. Canossi" a Gardone Val Trompia

Tutti gli istituti sopra citati fanno parte dell'Istituto Comprensivo di Gardone Val Trompia.

#### Scuole secondarie di secondo grado
- Liceo "F. Moretti"
- Istituto Tecnico Industriale "C. Beretta"
- Istituto Professionale per l'Industria e l'Artigianato "G. Zanardelli"

I tre istituti fanno parte dell'Istituto d'Istruzione Superiore "Carlo Beretta" di Gardone Val Trompia Archiviato il 9 giugno 2016 in Internet Archive..

### Biblioteche
È presente una biblioteca comunale, situata presso Villa Mutti Bernardelli.

## Economia
È sede della famosa casa produttrice di armi Beretta. In tutta la valle la produzione armiera è consistente, tanto da rendere la Val Trompia famosa per essere una grande produttrice di armi da fuoco che vanta numerose aziende, dalle dimensioni variabili: aziende di ragguardevoli dimensioni si affiancano a piccoli laboratori artigianali, spesso a conduzione familiare, dove la produzione delle armi vede pochi pezzi prodotti interamente a mano.
È sede anche della ditta Redaelli che ha realizzato le funi per gli stadi degli europei di calcio di Polonia 2012, i mondiali di Brasile 2014 e per lo stadio del Tottenham che è stato inaugurato nel 2018.

## Amministrazione
| Periodo        | Periodo        | Primo cittadino     | Partito | Carica  | Note |
| -------------- | -------------- | ------------------- | ------- | ------- | ---- |
| 29 luglio 1980 | 10 luglio 1990 | Giovanni Bondio     | DC      | Sindaco |      |
| 10 luglio 1990 | 24 aprile 1995 | Giuseppe Salvinelli | DC      | Sindaco |      |

Di seguito l'elenco dei sindaci eletti direttamente dai cittadini (dal 1995):
| Periodo        | Periodo        | Primo cittadino       | Partito                         | Carica  | Note |
| -------------- | -------------- | --------------------- | ------------------------------- | ------- | ---- |
| 24 aprile 1995 | 14 giugno 2004 | Giuseppe Salvinelli   | lista civica di centro-sinistra | Sindaco |      |
| 14 giugno 2004 | 26 maggio 2014 | Michele Gussago       | lista civica di centro-sinistra | Sindaco |      |
| 26 maggio 2014 | 10 giugno 2024 | Pierangelo Lancelotti | lista civica di centro-sinistra | Sindaco |      |
| 10 giugno 2024 | in carica      | Giuliano Brunori      | lista civica di centro-destra   | Sindaco |      |

### Gemellaggi
- Nanoro[senza fonte]

### Altre informazioni amministrative

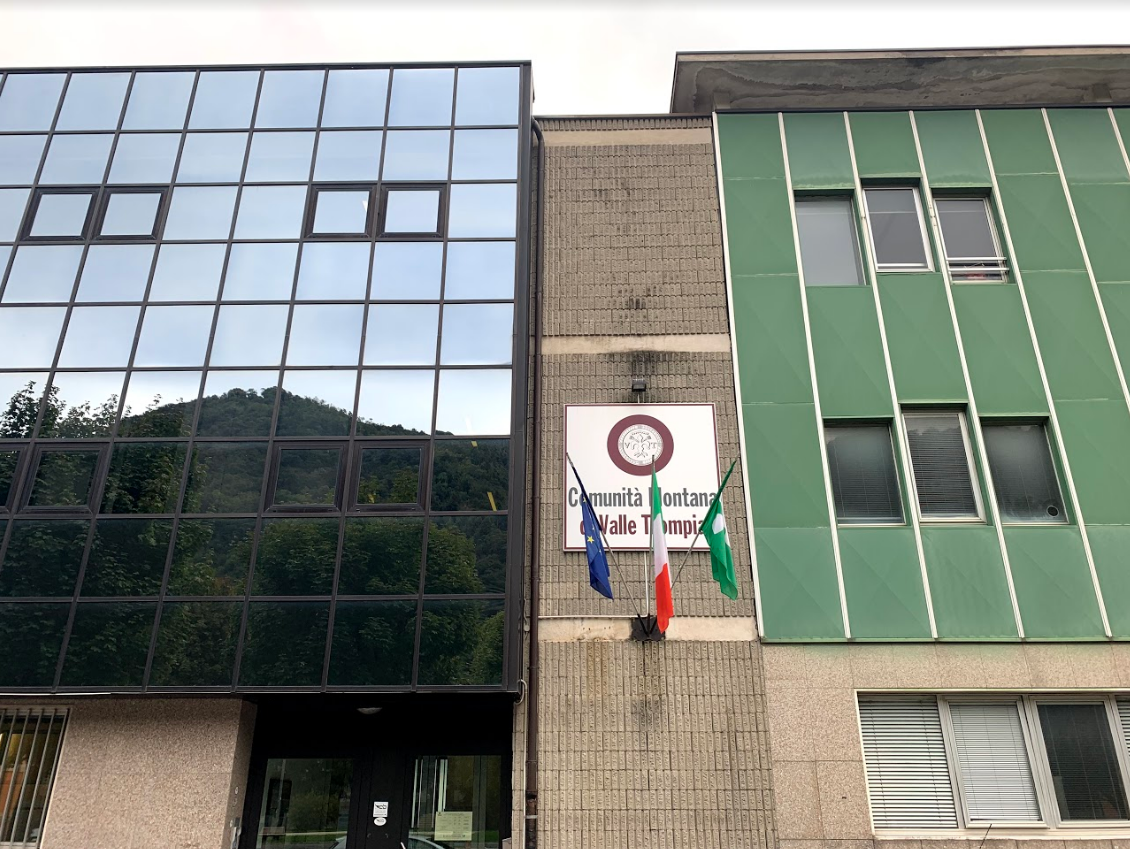
Sede della Comunità montana di Valle Trompia a Gardone

A Gardone Val Trompia trova sede la Comunità Montana di Valle Trompia che raggruppa i 18 comuni della valle. La Comunità Montana è costituita per rappresentare e favorire soluzioni di problematiche che superano l'ambito comunale nonché per specifiche funzioni in campo ambientale, economico, agricolo e forestale di tutela e promozione della montagna, nonché per servizi di area.